# Teatro i
Teatro i è un teatro di Milano, sede dell'omonima compagnia di produzione.

## Storia
La compagnia viene fondata nel 1995 come Teatro Aperto dal regista Renzo Martinelli e dall'attrice Federica Fracassi. Nel 2004 riceve in gestione dal Comune di Milano la sala di Teatro i e ne adotta il nome. Dal 2005 Francesca Garolla collabora stabilmente alla direzione artistica, come drammaturgo e regista in residenza. Dal 2008 Teatro i è inserito nel sistema di convenzioni del Comune di Milano.

## Produzioni teatrali
- La regina delle nevi – una fiaba per adulti (2006)
- Elettra – Quel che ne rimane (2006)
- Prima della pensione (2006)
- Il teatro è cominciato – un esercizio per Thomas Bernhard (2006)
- Morbid – uno studio (2007)
- Dare al buio (la fine l'inizio) (2008)
- Non dirlo a nessuno (2008)
- Mi chiamo Roberta, ho 40 anni, guadagno 250 euro al mese (2008)
- In un luogo imprecisato (2008)
- Lait (2009)
- N.N. – Figli di nessuno (2010)
- Incendi (2011)
- Hilda (2011)
- Maria – Oratorio di suoni e voci (2011)
- Lotta di negro e cani (2012)
- Eva (1912-1945) (2013)
- Blondi (2013)
- Ultima Notte Mia. Mia Martini. Una vita (2013)
- Solo di me – Se non fossi stata Ifigenia sarei Alcesti o Medea (2013)
- Magda e lo spavento (2014)
- Non correre Amleto (2015)
- BALENA 52-HERTZ di Jacopo Panizza (2020)
- Market di Irene Canale (2020)
- La vespa celiaca di Pietro Sanclemente (2020)
- HOUND DOG di Fabio Marson (2020)
- Phoenicopteridae – La verità del fenicottero di Collettivo inciampo (2020)
- Il sorriso della scimmia
- Nella solitudine dei campi di cotone di Bernard-Marie Koltès
- Esequie solenni di Antonio Tarantino.